# میکی جانستون
میکی جانستون (انگلیسی: Mikey Johnston؛ زادهٔ ۱۹ آوریل ۱۹۹۹) بازیکن فوتبال اهل بریتانیا است.
از باشگاه‌هایی که در آن بازی کرده‌است می‌توان به باشگاه فوتبال سلتیک اشاره کرد.
وی همچنین در تیم‌های ملی فوتبال زیر ۱۹ سال اسکاتلند، زیر ۲۱ سال اسکاتلند، و بزرگسالان جمهوری ایرلند بازی کرده‌است.